# 23 septembre 1923
Le dimanche 23 septembre 1923 est le 266e jour de l'année 1923.

## Naissances
- Aaron Esterson (mort le 15 avril 1999), psychiatre britannique
- Adolphe Hug (mort le 24 septembre 2006), footballeur suisse
- André Marchal (mort le 20 juillet 1989), historien de l'art belge
- Anita Cornwell, écrivaine américaine
- Augusta Tréheux (morte le 10 novembre 2014), médecin radiologue français
- Basil Feldman (mort le 19 novembre 2019), personnalité politique britannique
- David Turner (mort le 26 juin 2015), rameur d'aviron américain
- Dino Ballarin (mort le 4 mai 1949), footballeur italien
- Ferdinand De Bondt (mort le 22 février 2014), politicien belge
- Fernand Zalkinow (mort le 9 mars 1942), résistant communiste français
- Gérard Altmann (mort le 19 avril 2012), peintre français
- Giuseppe Sforza (mort le 27 septembre 1964), joueur de basket-ball italien
- Jimmy Weldon, acteur américain
- Kenneth Case (mort le 1er février 2006), physicien américain
- Lilia Vetti (morte le 14 mars 2003), actrice française
- Margaret Pellegrini (morte le 7 août 2013), actrice américaine
- Mohamed Hassanein Heikal (mort le 17 février 2016), journaliste égyptien
- Sándor Kónya (mort le 20 mai 2002), artiste lyrique
- Thady Ryan (mort le 9 janvier 2005), cavalier irlandais de concours complet

## Décès
- Armand Cardon (né le 27 septembre 1860), personnalité politique française
- Frederick Robinson (né le 29 janvier 1852), personnalité politique britannique
- John Morley (né le 24 décembre 1838), politicien britannique
- Mikhaïl Alexandrovitch Stakhovitch (né le 20 janvier 1861), homme politique russe

## Événements
- Début de championnat de Suisse de football 1923-1924
- Insurrection communiste écrasée en Bulgarie;
- Le pilote américain J.H. Doolittle bat le record d'altitude : 11 308,8 mètres[réf. nécessaire].